# دهستان مهر (داورزن)
دهستان مهر دهستانی از توابع بخش باشتین شهرستان داورزن در استان خراسان رضوی ایران به مرکزیت روستای مهر است. این دهستان در سال ۱۳۹۱ تأسیس شده‌است.